# Wahlbacher Heide
Das Naturschutzgebiet Wahlbacher Heide liegt im Landkreis Südwestpfalz in Rheinland-Pfalz.

## Beschreibung
Das etwa 7 ha große Gebiet, das im Jahr 1985 unter Naturschutz gestellt wurde, befindet sich südlich von Contwig, Verbandsgemeinde Zweibrücken-Land und nördlich der Bundesautobahn 8. Das sichelförmige Naturschutzgebiet mit einem Durchmesser von etwa 500 m wird im Süden begrenzt durch die Kreisstraße K 84, im Norden reicht es bis zum Werderhof. Die Straße von der K 84 zum Wahlbacherhof schneidet das Gebiet in zwei Teile.

## Schutzzweck
Schutzzweck ist die „Erhaltung des Kalkmagerrasen-Gebietes und des angrenzenden Wäldchens als Lebens- und Teillebensraum seltener, in ihrem Bestand bedrohter Pflanzen- und Tierarten sowie ihrer Lebensgemeinschaften. Der Schutz erfolgt darüber hinaus aus wissenschaftlichen Gründen.“

## Flora und Fauna
Die Wahlbacher Heide ist geprägt durch einen der größten Kalkmagerrasen in der Westpfalz auf Unterem Muschelkalk. Der Gemeine Wacholder hat hier eines seiner wenigen und zugleich bedeutendsten Vorkommen in der Pfalz.
In der Wahlbacher Heide ist eine große Zahl besonderer und seltener Pflanzenarten zu finden, darunter sind verschiedene Enziangewächse wie Gewöhnlicher Fransenenzian, Kreuz-Enzian und Deutscher Fransenenzian, der hier sein einziges bekanntes Vorkommen in der Westpfalz hat. Daneben findet man hier verschiedene Orchideen wie Müllers Stendelwurz, Breitblättrige Stendelwurz, Helm-Knabenkraut oder Hundswurzen sowie viele weitere Pflanzen: Gewöhnlicher Knollenkümmel, Silberdistel, Weißes Waldvöglein, Gewöhnliche Kuhschelle, Schmalblättriger Lein oder Weidenblättriger Alant.
Neben diesen Pflanzen sind hier zahlreiche Tierarten ansässig, darunter
- Schmetterlinge wie eines der letzten Vorkommen des Ehrenpreis-Scheckenfalters im Zweibrücker Westrich, daneben beispielsweise Silbergrüner Bläuling, Großer Perlmuttfalter und Widderchen
- Heuschrecken wie der Warzenbeißer, Westliche Beißschrecke oder Heidegrashüpfer
- Vögel wie Grünspecht und Klappergrasmücke
- Weinbergschnecke, Blindschleiche, Zauneidechse und Waldeidechse

Zur Erhaltung des Trockenrasens werden die Flächen im Naturschutzgebiet regelmäßig gemäht und mit Schafen beweidet. Unerwünschte Gehölze werden beseitigt, um insbesondere den Bestand an Wacholder zu fördern.